# Roma in Bosnië en Herzegovina
Met Roma in Bosnië en Herzegovina (Bosnisch/Kroatisch: Romi u Bosni i Hercegovini, Servisch: Роми у Босни и Херцеговини) worden in Bosnië en Herzegovina wonende etnische Roma of Bosniërs van Romani afkomst aangeduid. Bij de meest recente volkstelling van Bosnië en Herzegovina van 2013 werden zo'n 12.583 Roma geregistreerd,  hetgeen 0,35% van de bevolking was. De Raad van Europa schatte het aantal Roma echter op ongeveer 58.000 personen (1,6% van de bevolking), uitlopend van minimaal 40.000 tot maximaal 76.000 personen.

## Verspreiding

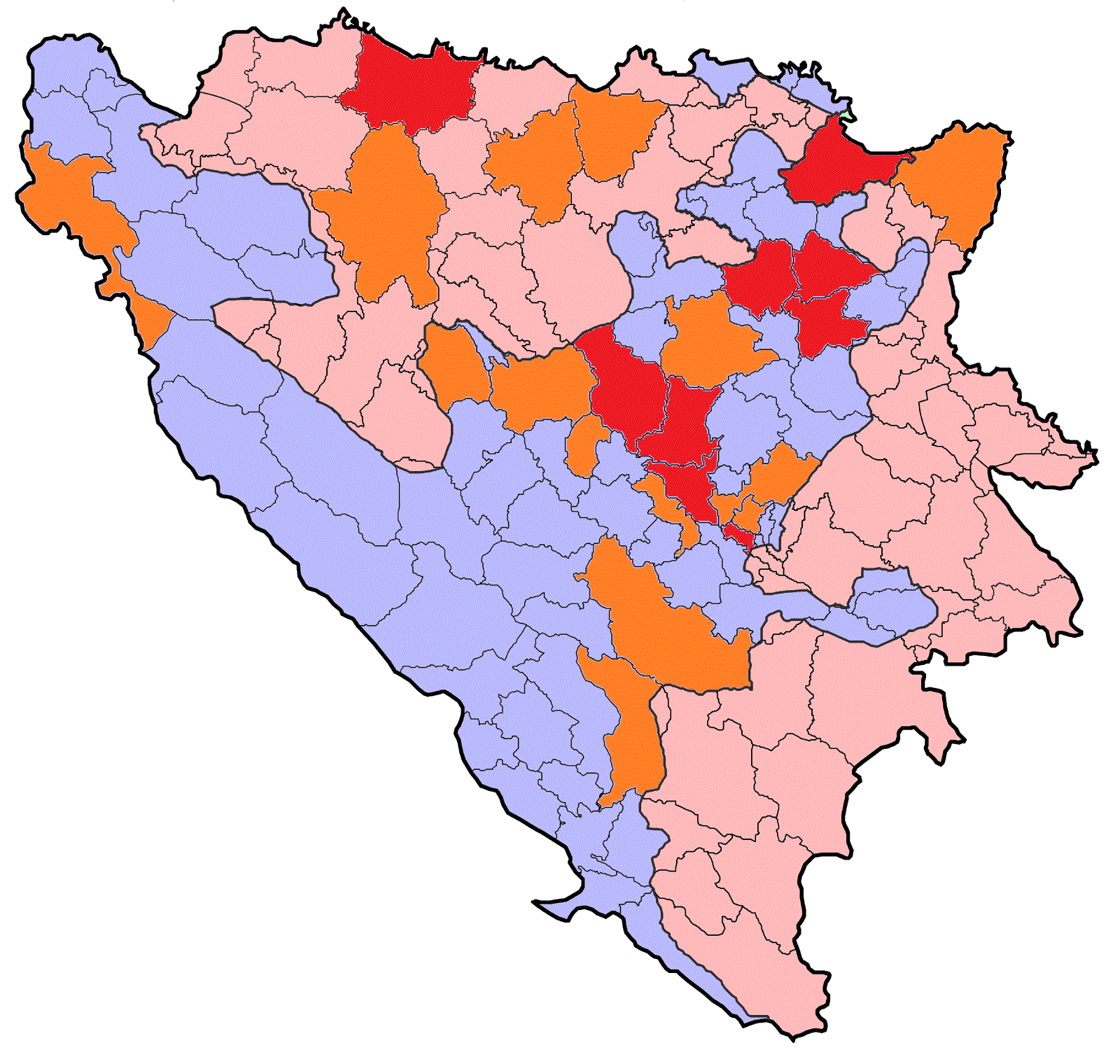
Gemeenten met grote aantallen Roma in Bosnië en Herzegovina: rood >1.000 personen, oranje <1.000 personen

Het grootste deel van de Roma in Bosnië en Herzegovina woont in het kanton Tuzla (ongeveer 15.000 tot 17.000 personen), waarvan een aanzienlijk deel in de gemeente Tuzla (6.000-6.500), maar ook in Živinice (3.500) en Lukavac (2.540). In het kanton Sarajevo wonen ongeveer 7.000 Roma-families, voornamelijk in de gemeente Novi Grad (1.200-1.500 families). Het kanton Zenica-Doboj herbergt tussen 7.700 en 8.200 Roma, waarvan 2.000-2.500 in de gemeente Zenica, 2.160 in Kakanj en 2.800 in Visoko. In het kanton Centraal-Bosnië wonen 2.000-2.500 Roma, voornamelijk in Donji Vakuf (500-550), Vitez (550) en Travnik (450). In het kanton Una-Sana wonen tussen de 2.000 en 2.200 Roma, waarvan 700 in de gemeente Bihać. Op het grondgebied van het kanton Herzegovina-Neretva zijn er 2.200-2.700 Roma, waaronder 450 in Konjic en 250 in Mostar. In het district Brčko wonen ongeveer 2.000-2.500 Roma. Tussen de 3.000 en 11.000 Roma wonen in de Republika Srpska, vooral in Gradiška (1.000), Bijeljina (541), Banja Luka (300), Prnjavor (200) en Derventa (120).

## Bekende Roma
- Muharem Serbezovski (1950), zanger
- Emra Tahirović (1987), Zweeds-Bosnisch voetballer